# Spant (schip)

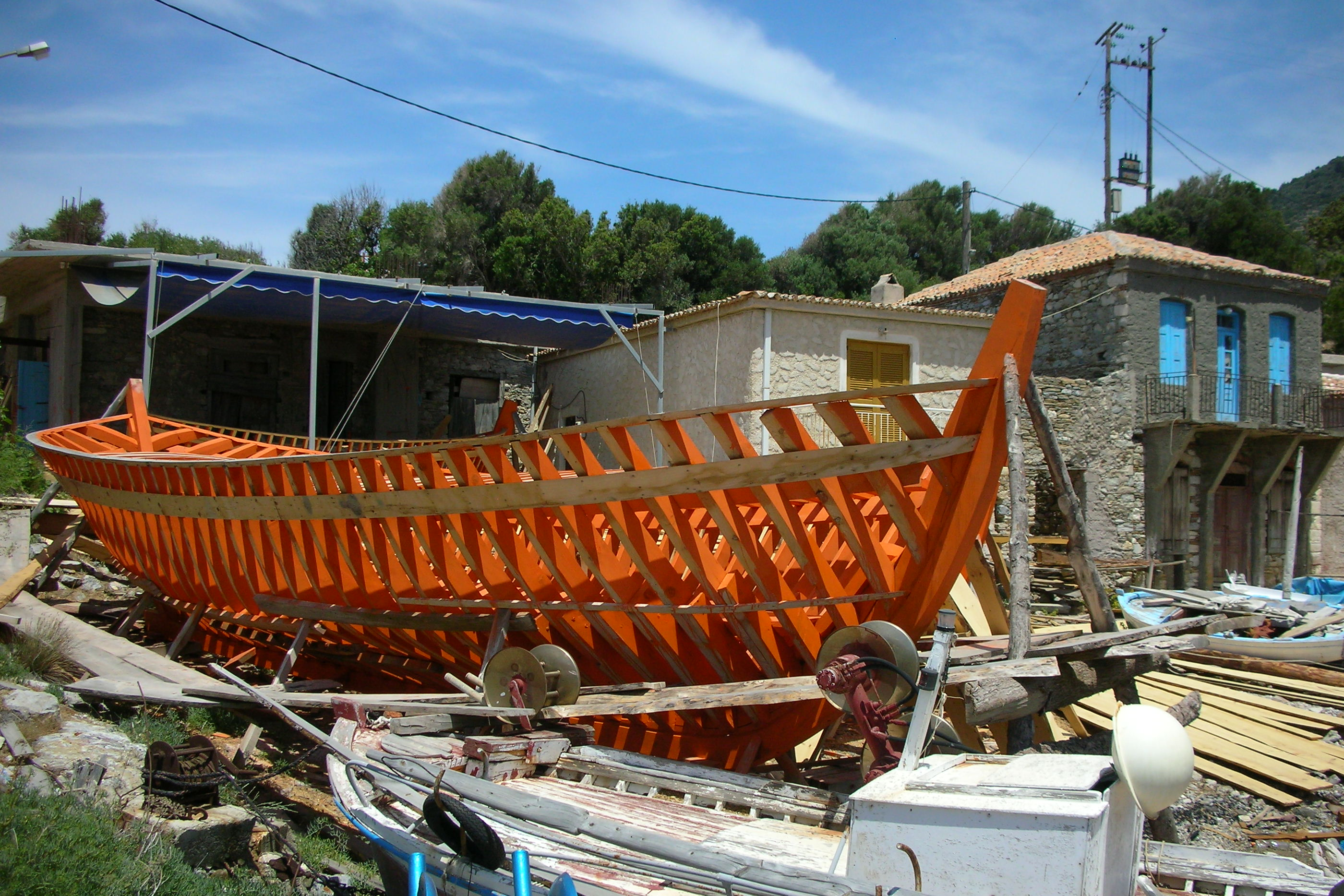
Spant van een schip.

De spanten van een schip zorgen voor het dwarsscheepse verband van de romp: de "ribbenkast".

## Functies
Spanten worden op regelmatige onderlinge afstand op de kiel geplaatst. Nabij het middenschip hebben spanten meestal min of meer een U-vorm. In de richting van de voorsteven verloopt dit geleidelijk naar een V-vorm.
In de richting achtersteven krijgt de spantvorm vaak min of meer het profiel vorm van een wijnglas.
Over de buitenkant van de  spanten wordt de scheepshuid (bekleding romp) aangebracht. Naargelang het materiaal van de spanten of de scheepshuid kan de bevestiging op verschillende manieren gebeuren, zoals met houten pennen of drevels (bij een hout op hout verbinding), koperen spijkers, schroeven, klinknagels, lassen en dergelijke.
De binnenkant van de spanten wordt bij vrachtschepen soms bekleed met de wegering (langsplanken).

## Appendix
1. ↑  Animatiefilm van de bouw van de Witte Swaen, een replica van het schip van Willem Barentsz.